# Bataille de Rimini
- Campagne en Libye et en Égypte
- Tunisie
- Balkans
- Méditerranée
- Italie
- Sud de la France

Batailles
Invasion de la Sicile
- Lampedusa
- Corkscrew
- Mincemeat
- Barclay
- Animals
- Chestnut
- Narcissus
- Fustian
- Ladbroke
- Gela
- Troina
- Centuripe

Invasion de l'Italie
- Baytown
- Avalanche
- Rome
- Slapstick
- Armistice de Cassibile
- Achse
- Naples
- Bombardement du Vatican
- Ligne Volturno
- Libération de la Corse
- Ligne Barbara
- Bombardement de Bari

Ligne Gustave
- Ligne Bernhardt
- Raincoat
- San Pietro Infine
- Rivière Moro
- Ortona
- Rivière Rapido
- Monte Cassino
- Shingle
- Cisterna
- Diadem
- Strangle
- Ligne Trasimene
- Libération de Rome
- Ancône
- Brassard

Ligne gothique
- Rimini
- Saint-Marin
- Gemmano
- Montecieco
- Monte Castello
- Garfagnana

Offensive du printemps 1945
- Tombola
- Bowler
- Roast
- Bologne
- Argenta Gap
- Herring
- Collecchio

Guerre civile italienne

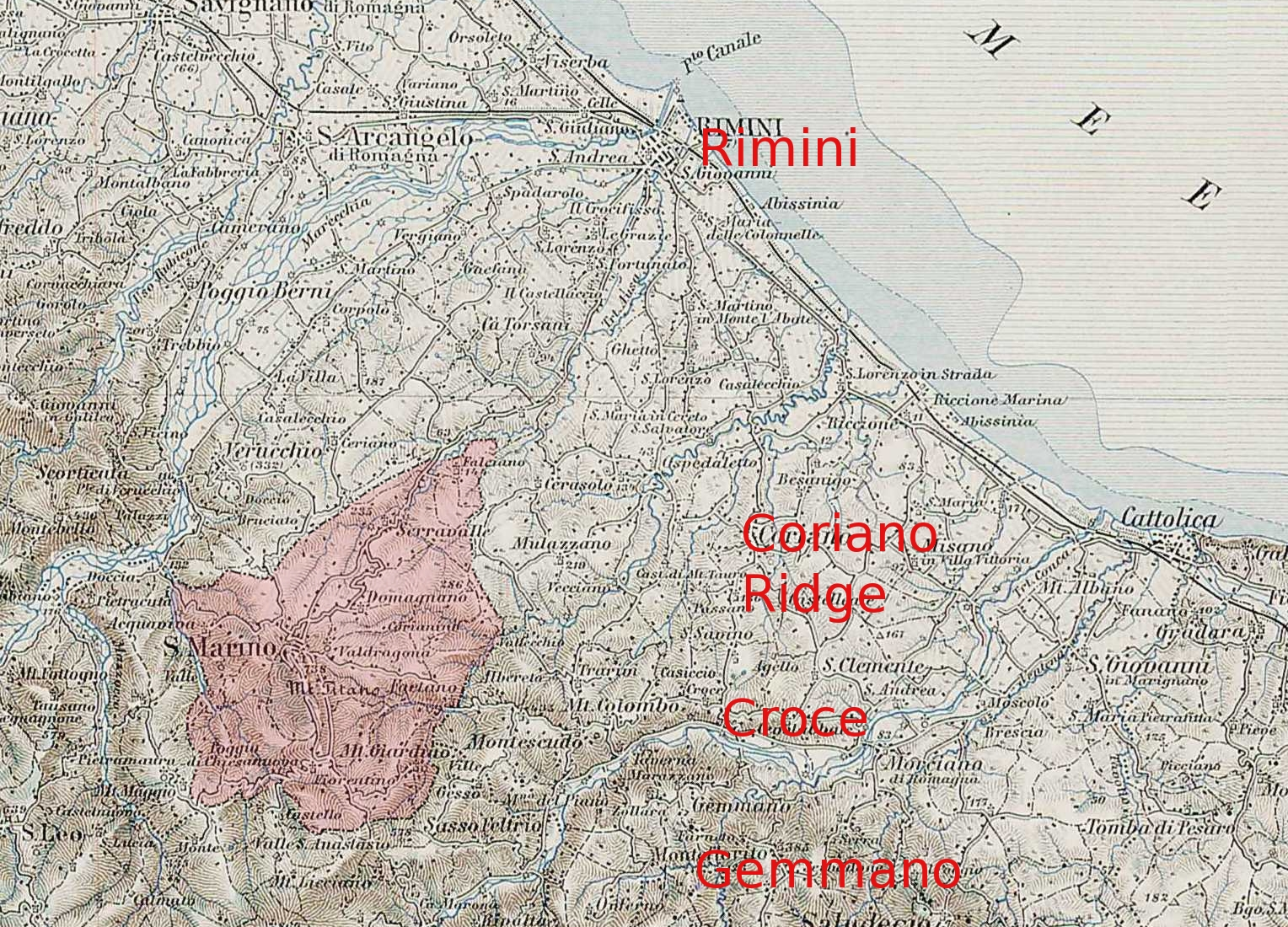
Progression du front adriatique en direction de Rimini

Bataille de Rimini, désigne la phase offensive pendant la campagne d'Italie lancée par les armées alliées afin de percer la ligne Gothique sur l'Adriatique en vue de libérer la ville de Rimini.

## Contexte

### Opération Olive
L'« Opération Olive » établit que la VIIIe Armée britannique une fois transférée du centre du front vers l'est attaquerait sur la droite, le long de la côte est, en direction de Pesaro et Rimini, dans le but d’attirer le maximum de troupes allemandes vers elle. La Ve armée américaine quant à elle, profiterait de ce déplacement des défenses allemandes pour lancer son attaque dans le centre, avançant du nord de Florence vers Bologne. Flanquée du XIIIe corps d'armée britannique sur sa droite, l’attaque américaine infléchirait son mouvement vers l’est pour tenter d’encercler les troupes allemandes.

### Déroulement

#### Prémices
Entre le 25 août et le 30 septembre, la première phase de l'attaque est menée par la VIIIe armée britannique contre les forces de la Xe armée allemande dans la zone de collines entre Fano, Saint-Marin et Rimini, l'objectif des Alliés étant d'enfoncer le front sur le secteur adriatique.

#### Lignes défensives allemandes
Les lignes défensives allemandes sur le front adriatique étaient articulées sur quatre niveaux :
- Ligne Rouge : Avant-garde sur le fleuve Metauro ;
- Ligne Gothique (Verte) I : Ligne fortifiée dominant la vallée du fleuve Foglia ;
- Ligne Gothique (Verte) II : De Riccione à Gemmano ;
- Ligne Jaune :  Défense de Rimini.

#### L'attaque
L'attaque des forces alliées débute le 25 août 1944 et rapidement les corps d'armée canadiens, polonais et britanniques brisent la Ligne Rouge et Ligne Verte I. 
Le 3 septembre toutes les lignes défensives situées dans le territoire marchesan sont franchies et les Alliés atteignent la Romagne. 
Les troupes allemandes se réorganisent le long de la Ligne II et résistent. C'est à partir de cette phase que débute la bataille dénommée bataille de Rimini.

#### La bataille proprement dite
Entre le 4 et le 6 septembre se déroule la première bataille de Coriano : les forces canadiennes sont bloquées à proximité de Riccione et Coriano, celles britanniques à Passano et San Savino. 
Dans leur tentative de contourner Coriano, les troupes britanniques sont à nouveau stoppées à Croce et dans la bataille de Gemmano.
Le 17 septembre, les Allemands reçoivent l'ordre de se retirer et les combats se déplacent plus au nord où les forces indiennes combattent la charge de Montecieco. Malgré les pertes subies, les troupes indiennes enfoncent les lignes allemandes à Saint-Marin et simultanément les Canadiens franchissent le col de Covignano et le fleuve Marecchia, près de San Martino in Riparotta, obligeant les Allemands à se retirer.
Le 21 septembre 1944, les divisions grecques, appuyées par les chars armés néo-zélandais, entrent dans la ville de Rimini, déjà détruite par les bombardements alliés.

### Effets de la bataille
Après la libération de Rimini, la bataille pour le nord Italie continue jusqu'à la défaite de la 43° brigade de Gurkhas décimée à Montebello et à Torriana, malgré le succès partiel remporté à Santarcangelo.
L'offensive se conclut fin septembre par une « victoire tactique » due à la prise du secteur de Rimini, mais sans que les objectifs stratégiques de l'opération Olive soient atteints car les troupes alliées sont contraintes d'interrompre l'offensive sur tous les fronts restant bloquées plusieurs mois sur le fleuve Senio, dans le secteur adriatique et sur le mont Battaglia (it), sur le front apennin.

Sur le front adriatique, pendant l'offensive les Alliés ont tiré 1 470 000 coups d'artillerie, comparés aux 1 200 000 de la seconde bataille d'El Alamein et aux 500 000 de Cassino.
Rimini a fait l'objet de 11 510 missions aériennes, dont 486 au cours de la journée du 18 septembre ;  754 chars et blindés détruits.
Selon une estimation allemande, à la fin de la guerre, plus de 80 % de Rimini était rasée au sol et plusieurs milliers de civils sont morts pendant les combats et les bombardements.

« La bataille de Rimini est une des batailles le plus difficiles de la VIIIe armée. Les combats étaient comparables à ceux d'El Alamein, Mareth et de la ligne Gustav (Mont-Cassin) »

— Général Oliver Leese